# Leistungsexkursion
Eine Leistungsexkursion, auch Leistungsexkurs genannt, eines Kernreaktors besteht darin, dass die geregelt ablaufende Kernspaltungskettenreaktion sich durch eine Fehlfunktion oder Fehlsteuerung auf eine (Wärme-)Leistung oberhalb der Auslegungsgrenze verstärkt. Dies löst normalerweise eine Reaktorschnellabschaltung aus. Erfolgt die Abschaltung jedoch nicht, kann im Falle eines Leistungsreaktors die erzeugte Leistung die Sicherheitsreserven des Kühlkreislaufs übersteigen, so dass die Temperatur im Reaktor auf gefährliche Werte ansteigt und Zerstörungen die Folge sind.
Eine Analogie bei chemischen Reaktionen stellt das „thermische Durchgehen“ dar, die Überhitzung einer exothermen chemischen Reaktion oder einer technischen Apparatur aufgrund eines sich selbst verstärkenden, Wärme produzierenden Prozesses.

### Godiva

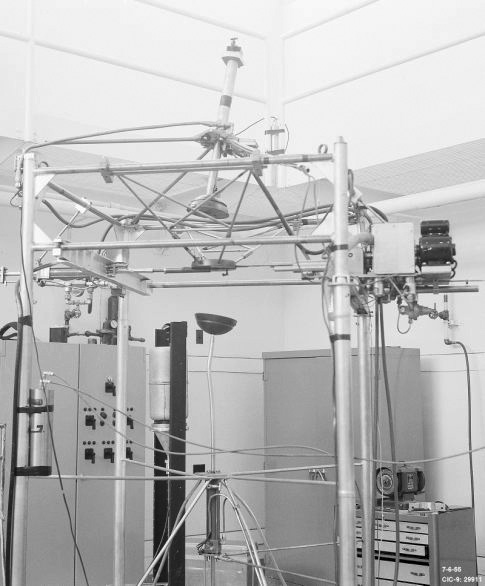
Beschädigter Godiva-Reaktor nach einem Vorfall in dem Jahr 1954. Die drei Teile bilden einen unreflektierten ca. 54 kg "kritische Anordnung" aus hoch-angereichertem (>90 %) ^{235}U. Der Reaktor wurde aus der Distanz bedient; kein Personal wurde verletzt.

## Vorfälle (Beispiele)

### RBMK
Bei der Nuklearkatastrophe von Tschernobyl kam es durch eine Reihe von Bedienungsfehlern zusammen mit besonderen Eigenschaften des verwendeten Reaktortyps RBMK (zum Beispiel positiver Dampfblasenkoeffizient) zu einer nicht beherrschbaren, plötzlichen Leistungsexkursion, die zur Zerstörung des Reaktors mit Kernschmelze und Freisetzung großer Mengen von radioaktivem Material führte.

### SL-1

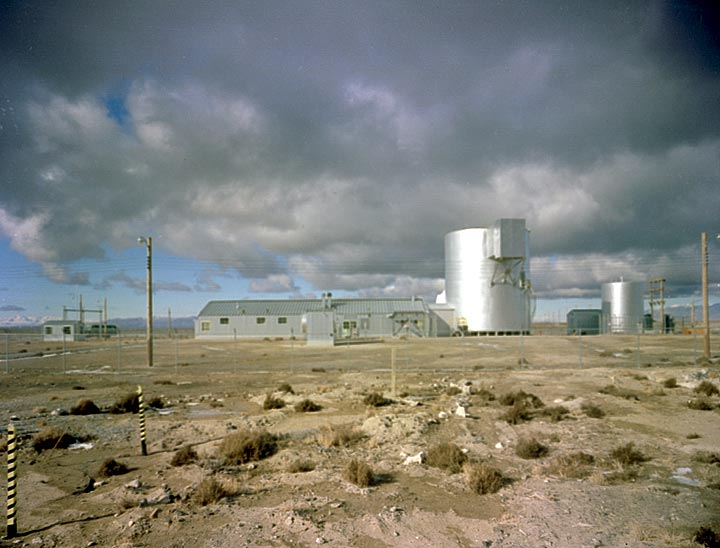
Argonne Low Power Reactor (ALPR), später genannt Stationary Low-Power Reactor (SL-1)

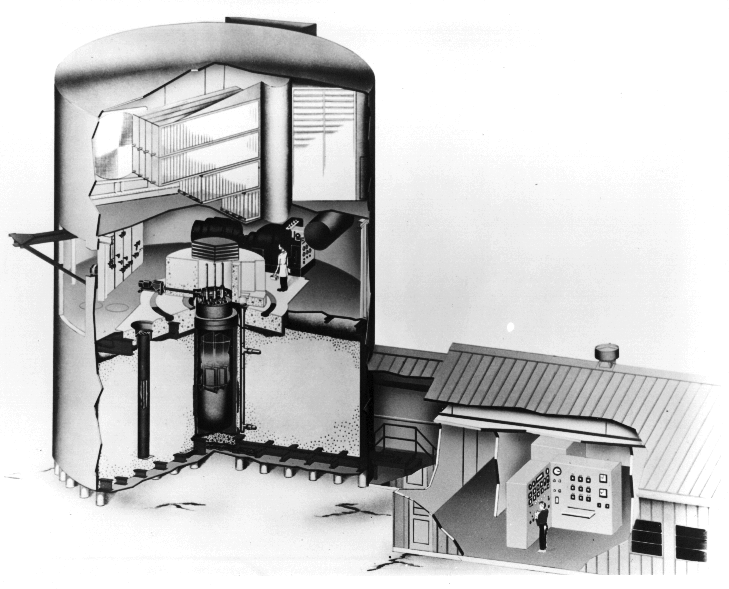
SL-1 Ausschnitt

Beim Abschluss von Wartungsarbeiten am SL-1, einem Versuchsreaktor der US-Army am Idaho National Laboratory, kam es am 3. Januar 1961 zu einer Leistungsexkursion, die drei Techniker das Leben kostete. Der speziell für den Betrieb in entlegenen, arktischen Regionen entwickelte, minimalistische Reaktor war auf eine Leistung von 3 Megawatt (thermisch) ausgelegt und besaß kaum Schutzvorkehrungen. Laut Untersuchungsbericht wurde der Reaktor beim manuellen Hantieren mit den Kontrollstäben prompt überkritisch und die thermische Leistung stieg innerhalb von 4 Millisekunden auf etwa 20 Gigawatt an. Der in einigen Bereichen schlagartig verdampfende nukleare Brennstoff löste eine Wasserdampfexplosion aus, die das überstehende Wasser nach oben drückte. Der entstehende Wasserhammer traf den Deckel des Reaktorgefäßes, das etwa 2,7 Meter hochgeschleudert wurde. Die in den Deckel eingelassenen Armaturen der Kontrollstäbe wurden ausgeworfen und flogen mit ca. 26 m/s durch den Betriebsraum. Bei den Bergungsarbeiten wurde der dritte Techniker relativ spät entdeckt, denn er wurde von einer Kontrollstabführung getroffen und sein Körper befand sich unter der Decke. Durch die nun freien Öffnungen im Reaktordeckel schossen Wasser und Dampf in den Betriebsraum und kontaminierten den Bereich mit Spaltprodukten aus dem zerstörten Kern. Auch das Areal um das Reaktorgebäude wurde kontaminiert, denn dieser Reaktortyp hat keinen Sicherheitsbehälter. Parallel zu den Aufräumarbeiten ließ die Atomic Energy Commission einen Aufklärungsfilm zur internen Verwendung produzieren, der inzwischen freigegeben wurde. Der englische Film ist im Abschnitt Weblinks zu finden.